# Eliseo Verón
Pour les articles homonymes, voir Véron.
Eliseo Verón, né le 12 juin 1935 à Buenos Aires et mort le 15 avril 2014 dans la même ville, est un sémioticien, anthropologue  et sociologue argentin.

## Biographie
Après des études de philosophie à Buenos-Aires, grâce à une bourse du Conicet (Consejo Nacional de Investigaciones Científicas y Técnicas), Eliseo Verón travaille durant deux ans à Paris au Laboratoire d’anthropologie sociale de l’École pratique des hautes études. Il rencontre Claude Lévi-Strauss, dont il traduit en espagnol le livre Anthropologie structurale. De retour   en Argentine il est professeur à l’université de Buenos Aires pendant deux ans. En 1971 il revient s’installer en France. Il   soutient, en 1988, une thèse de doctorat d’État en sciences de l’information et de la communication à Paris-VIII : La sémiosis sociale : Fragments d’une théorie de la discursivité. Professeur dans cette discipline, il dirige le département de sciences de l’information et de la communication. 
Il repart en Argentine en 1995 ; il est professeur, puis professeur honoraire, à l’université de San Andrés.

## Travaux

### Apport de ses recherches
La revue Communication & langages consacre en 2018 un numéro spécial aux travaux de Eliseo Verón. De l'article introductif quelques appréciations :
Si l’apport épistémologique d’Eliseo Verón – qui s’est résolument placé « à l’intersection des disciplines » – demeure fondamental pour les sciences de l’information et de la communication, Suzanne de Cheveigné note toutefois qu’il n’a pas encore trouvé la reconnaissance qu’il méritait auprès de la communauté scientifique française.
Il proposait une distinction entre les sociétés médiatiques modernes caractérisées par des médias assimilés à tort à des « miroirs » du réel et les sociétés médiatisées postmodernes (où l’ensemble des pratiques culturelles se structurent en relation directe avec l’existence des médias).
Une citation de Verón « La question de l’espace-temps du sens est un problème spécifique qui m’a toujours intéressé, parce qu’il me semble que la plupart des théories ne tiennent pas compte de la matérialité du sens. Avant toute autre chose, le signe est une configuration sensorielle. Dans ce contexte, je m’intéresse au corps aussi, au rôle des configurations sensorielles-matérielles dans le fonctionnement du sens ».

### Un modèle sémio-anthropologique
L'exemple sans doute le plus éclatant de la perspective sémio-anthropologique dessinée par Eliseo Verón réside dans un ouvrage qu'il fait paraître en 1981 sous le titre Construire l'événement. Les médias et l'accident de Three Mile Island. Dans ce travail monographique, l'auteur s'intéresse à un accident tristement célèbre survenu dans une centrale nucléaire de Pennsylvanie en mars 1979. L'auteur fixe son attention sur le traitement médiatique de l'affaire à la radio, dans les journaux et à la télévision française. Il nous montre « dans le détail, et au ralenti » que les journalistes et les rédactions, après une installation rapide du sujet, usent progressivement de procédés rhétoriques tendant à dramatiser l'affaire, notamment par l'emploi d'un vocabulaire alarmiste (catastrophe, évacuation, panique...) ou par l'usage d'un principe d'association avec d'autres événements survenus dans l'actualité. En creux, ce que nous montre l'auteur à propos de cette affaire, c'est que le discours médiatique mérite parfois d'être suspecté d'un manque de légitimité et d'objectivité. Mais que les médias eux-mêmes peuvent aussi s'interroger sur leur propre légitimité et leur propre objectivité quand ils traitent d'un sujet d'actualité.

### Principales publications
- « Sémiosis de l’idéologie et du pouvoir », Communications, 28, 1978, p. 7-20.
- Construire l'événement. Les médias et l'accident de Three Mile Island, Les Éditions de Minuit, 1981, 176 p.
- « Qui sait ? ». Communications, 36, 1982, p. 49-74.
- « L’exposition comme média », in Histoires d’expo, Peuple et culture, Paris, Centre Pompidou, 1983, p. 41-44.
- « Il est là, je le vois, il me parle », Communications, 38, 1983, p. 88-120.
- La Sémiosis sociale. Fragments d’une théorie de la discursivité, Vincennes, PUV, 1987.